# 高兰村
高兰村（1956年10月1日—），中国大陸演员。原籍天津，後迁居西安，他在兰州铁路新村出生，所以长辈给他起名为兰村。毕业于上海戏剧学院表演特修班。曾作为西安话剧院演员、南京军区前线话剧团话剧演员。因在电视剧《三国演义》饰演司马昭、《康熙王朝》饰演纳兰明珠、《太平天国》饰演洪秀全知名。

## 电影作品
- 《红一坊》——张方景
- 1997年《睡不着》 ——刑警队长
- 2002年《牧星人》——张志浩
- 2003年《惊涛骇浪》——周全成
- 2010年《非常任务》——营长
- 2022年《張之洞》[1]

## 小品作品
- 1987年春节联欢晚会，《产房门前》，（合作演员：郭达、杨蕾、邹晓茜）

## 电视剧作品
| 年     | 劇名               | 角色     | 备注                     |
| 1986年 | 《努尔哈赤》       | 金台石   | 其他主演：傅艺伟、侯永生 |
| 1987年 | 《格萨尔王》       | 格萨尔王 | 主演                     |
| 1989年 | 《唐明皇》         | 杨国忠   |                          |
| 1994年 | 《三国演义》       | 司马昭   | 第五部 三分归晋          |
| 1995年 | 《遭遇昨天》       | 方建生   |                          |
| 1996年 | 《远东阴谋》       | 河本大作 |                          |
| 1996年 | 《汉宫飞燕》       | 方子春   |                          |
| 1997年 | 《东周列国战国篇》 | 苏秦     |                          |
| 2000年 | 《太平天国》       | 洪秀全   | 主演                     |
| 2000年 | 《中国轨道》       | 张志浩   |                          |
| 2001年 | 《康熙王朝》       | 纳兰明珠 |                          |
| 2002年 | 《DA师》           | 吴义文   |                          |
| 2004年 | 《陈赓大将》       | 钱大钧   |                          |
| 2004年 | 《龙票》           | 关近儒   |                          |
| 2004年 | 《追日》           | 黑副司令 |                          |
| 2004年 | 《大清御史》       | 乾隆帝   |                          |
| 2005年 | 《飞花如蝶》       | 马日升   |                          |
| 2005年 | 《月影风荷》       | 夏中范   |                          |
| 2005年 | 《大敦煌》         | 严文道   |                          |
| 2005年 | 《球爱俏佳人》     | 胡耀明   |                          |
| 2005年 | 《大明奇才》       | 曹萱     |                          |
| 2006年 | 《51号兵站》       | 李政委   |                          |
| 2008年 | 《柳叶刀》         | 张步高   |                          |
| 2009年 | 《保姆与保安》     | 乐静园   |                          |
| 2012年 | 《虎符傳奇》       | 魏安僖王 | 楊冪、馮紹峰             |
| 2013年 | 《蘭陵王》         | 高演     |                          |
| 2015年 | 《失宠王妃之结缘》 |          |                          |
| 2018年 | 《如懿傳》         | 高斌     | 戲份刪減                 |
| 2020年 | 《成化十四年》     | 萬安     |                          |
| 2023年 | 《歲歲青蓮》       | 袁百里   |                          |